# Noyal-Pontivy
Noyal-Pontivy (en bretó Noal-Pondi) és un municipi francès, situat a la regió de Bretanya, al departament d'Ar Mor-Bihan. L'any 2006 tenia 3.558 habitants. Limita amb Saint-Gérand al nord, amb Gueltas, Kerfourn i Naizin a l'est, amb Neulliac, Pontivy i Saint-Thuriau a l'oest i amb Moustoir-Remungol al sud. El 19 de setembre de 2005 el consell municipal va aprovar la carta Ya d'ar brezhoneg.

## Demografia
| 1962                                       | 1968  | 1975  | 1982  | 1990  | 1999  |  |
| ------------------------------------------ | ----- | ----- | ----- | ----- | ----- |  |
| 2.665                                      | 2.458 | 2.731 | 3.066 | 3.155 | 3.285 |  |
| Des de 1962: població sense dobles comptes |       |       |       |       |       |  |

## Administració
| Període   | Identitat             | Partit        |
| --------- | --------------------- | ------------- |
| 1978-2002 | Jean-Charles Cavaillé | UMP           |
| 2001-2003 | Bernard Delhaye       | Centre        |
| 2003-     | Michel Houdebine      | Divers droite |